# Ángel Paulino
Ángel Ismael Paulino Medina – dominikański zapaśnik walczący w stylu wolnym. Zajął siódme miejsce na  mistrzostwach panamerykańskich w 2003. Brązowy medalista igrzysk Ameryki Środkowej i Karaibów w 2002 roku.